# Flora (Mississipi)
Flora és una població dels Estats Units a l'estat de Mississipi. Segons el cens del 2000 tenia 1.546 habitants.

## Demografia
Segons el cens del 2000, Flora tenia 1.546 habitants, 575 habitatges, i 416 famílies. La densitat de població era de 175,6 habitants per km².
Dels 575 habitatges en un 36,5% hi vivien nens de menys de 18 anys, en un 44,7% hi vivien parelles casades, en un 25% dones solteres, i en un 27,5% no eren unitats familiars. En el 25,4% dels habitatges hi vivien persones soles el 9,7% de les quals corresponia a persones de 65 anys o més que vivien soles. El nombre mitjà de persones vivint en cada habitatge era de 2,69 i el nombre mitjà de persones que vivien en cada família era de 3,21.
Per edats la població es repartia de la següent manera: un 29,3% tenia menys de 18 anys, un 9,4% entre 18 i 24, un 30,8% entre 25 i 44, un 19,7% de 45 a 60 i un 10,9% 65 anys o més.
L'edat mediana era de 32 anys. Per cada 100 dones de 18 o més anys hi havia 82,2 homes.
La renda mediana per habitatge era de 38.077 $ i la renda mediana per família de 41.324 $. Els homes tenien una renda mediana de 31.786 $ mentre que les dones 22.176 $. La renda per capita de la població era de 16.075 $. Entorn del 18,7% de les famílies i el 25,3% de la població estaven per davall del llindar de pobresa.

## Poblacions més properes
El següent diagrama mostra les poblacions més properes.